# Ареопагітика

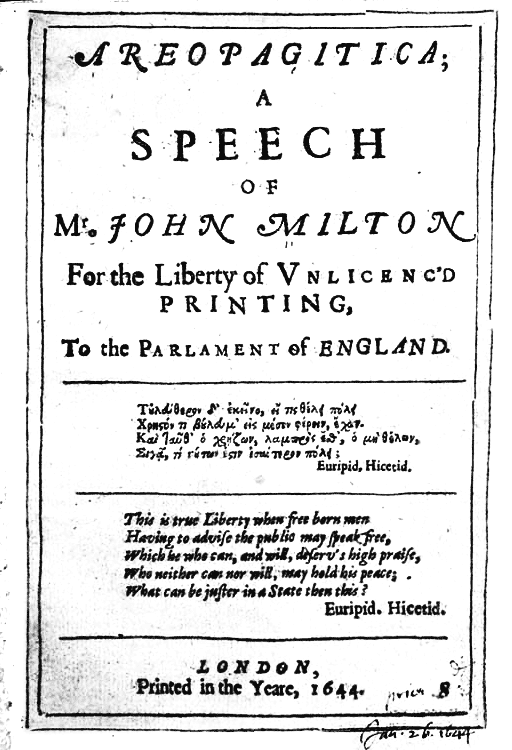
Титульный лист «Ареопагитики».

«Ареопагітика: Промова п. Джона Мілтона до парламенту Англії про свободу друку» — полемічний трактат Джона Мілтона, спрямований проти цензури. «Ареопагітику» вважають однією з найвпливовіших і найпроникливіших філософських промов на захист свободи слова та друку.
Опублікована 23 листопада 1644 р., у розпал громадянської війни в Англії, «Ареопагітика» запозичує назву з промови афінського оратора Ісократа, написаної у V ст. до н. е. Подібно Ісократу, Мілтон не мав наміру звертатися до парламентарів особисто, оформивши текст у вигляді памфлета, сам видрук якого порушував заперечувану поетом заборону на непідцензурні видання.
Як прихильник парламенту, Мілтон намігся з жорсткою критикою на прийняту депутатами постанову 1643 р. про попередню цензуру видань, відзначаючи, що подібних порядків не було ані в класичній Греції, ані в Давньому Римі. Текст трактата повний відсилань до античних і біблейних джерел, що підсилюють аргументи англійського поета, який раніше вже був постраждав від цензури, пробуючи видрукувати кілька трактатів на захист розлучень.